# Abd-al-Rahman ibn Muljam
Abd-al-Rahman ibn al-Muljam al-Muradi (en arabe : عَبْدُ ٱلرَّحْمَن بِن مُلْجَم الْمُرَادِي, ʿabdu ʾal-Rraḥman bin Muljal ʾal-Murādī) ou Ibn Muljam est l'assassin kharijite de Ali ibn Abi Talib, le cousin et beau-fils de Mahomet.

## Préambule
Des Kharijites sont réunis à La Mecque en se commémorant la Bataille de Nahrawân qui a eu lieu à Bagdad en 659 entre les armées du califat d'Ali et les Kharidjites, elle aboutit à la défaite de ces derniers. Un des Kharidjites dit : "Nous devons venger l'honneur de nos frères défunts". Il est ensuite convenu d'assassiner trois des dirigeants de l'Islam : Ibn Muljam devait tuer Ali, Al Tamimi Alhujjaj devait tuer Muʿawiya et Amr ibn Bakr Al Tamimi devait tuer 'Amr ibn al-'As. Les assassinats devaient se produire simultanément pendant que les trois dirigeants dirigeaient la prière du matin (Faj'r) dans leurs villes respectives de Damas, Fostat et Koufa. La manière d'agir consistait à se mêler aux croyants lors de la prière, puis de sortir du rang et d'aller frapper avec une épée trempée dans du poison. Les deux autres attentats ont échoué.

## Assassinat de Ali

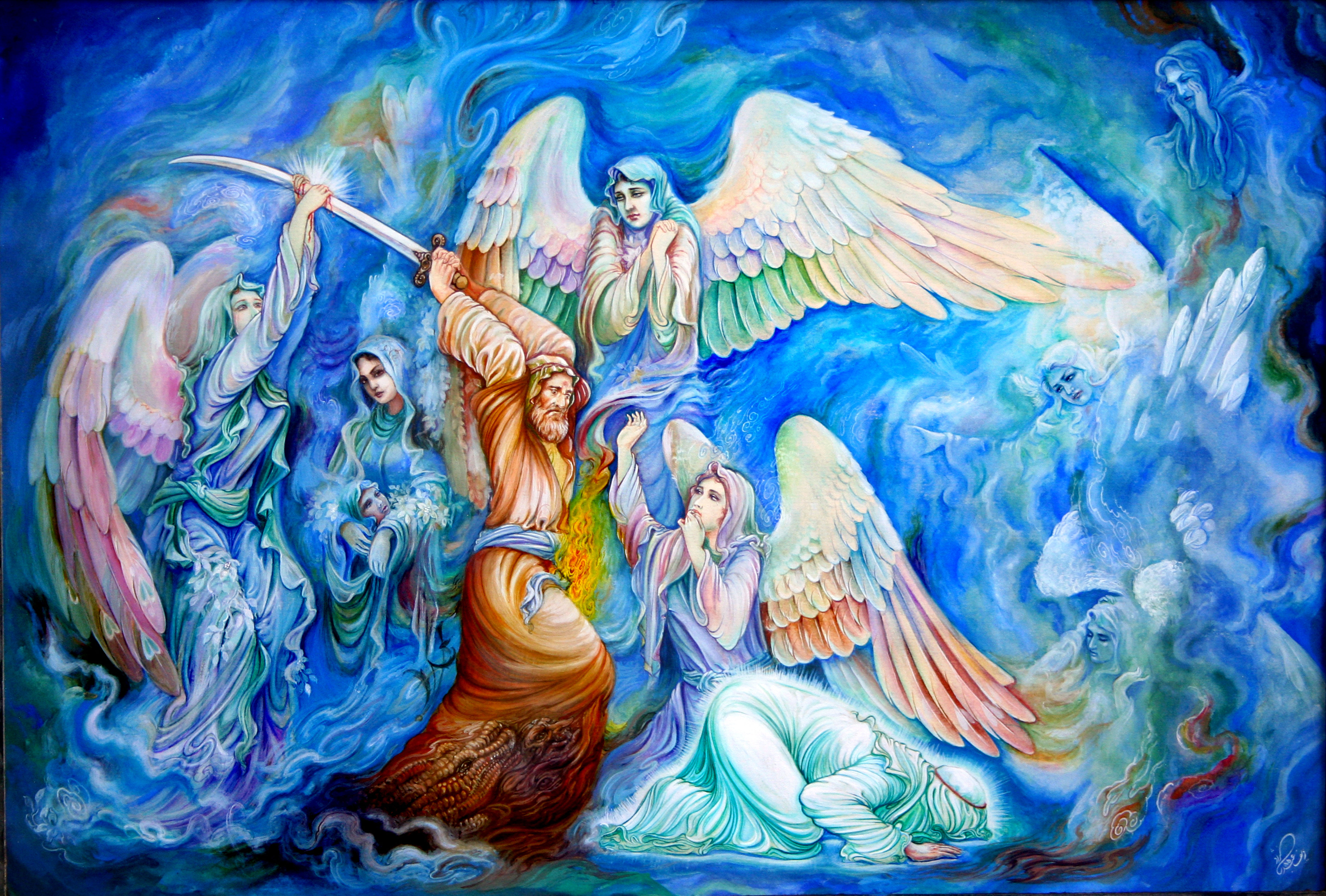
Tuerie (Martyre) d'Ali ibn abi talib - Peinture de: Yousef Abdinejad

Le 19 Ramadan 40 de l'hégire, (26 janvier 661), Ali prie dans la Grande mosquée de Koufa; lors des prosternations de la prière du Fajr, il est attaqué par Abd-al-Rahman ibn Muljam et blessé par son épée enduite de poison. Ali ordonne alors à ses fils de ne pas attaquer les Kharijites, mais en stipulant que s'il survivait, Ibn Muljam serait pardonné, tandis que s'il mourait, celui-ci devrait être frappé de la même manière selon la loi du talion.
Ali meurt deux jours plus tard, le 21 Ramadan 40 de l'hégire, (28 janvier 661). Hasan a exaucé la qisas et inflige la même peine à Ibn Muljam, avec la même épée et sans torture.